# Princesse Ozma
La Princesse Ozma (née un 21 août) est un personnage de fiction créé par L. Frank Baum. Elle apparaît dans tous les livres de la série, excepté le premier, Le Magicien d'Oz (1900). 

## Dans les livres classiques
Fille de l'ancien roi d'Oz, le roi Pastoria, Ozma est donnée à la sorcière Mombi par le magicien d'Oz, qui craint qu'elle conteste un jour son pouvoir illégitime de dictateur d'Oz. Mombi transforma la petite fille en garçon et l'appela Tip (diminutif pour Tippetarius). Ozma, sous la forme de Tip, est élevée comme un garçon et n'a aucun souvenir d'avoir été une fille. Tip crée Jack Pumpkinhead, un être à tête de citrouille. 
Dans Le Merveilleux Pays d'Oz, Glinda la bonne sorcière force Mombi à rendre son ancienne forme à Ozma, qui reprend sa place de souveraine d'Oz (bien que plusieurs parties du Pays d'Oz demeurent dans l'ignorance de son retour). Elle décide de rendre la magie illégale afin d'éviter les abus de pouvoir. D'après le roman Ozma, la princesse d'Oz, elle a la même taille et le même âge que Dorothy Gale.

## Apparitions visuelles
John R. Neill, l'illustrateur de la série des livres d'Oz, a imposé l'apparence caractéristique d'Ozma, fortement influencée par la "Gibson Girl" de Charles Dana Gibson et par les beautés des affiches Art nouveau d'Alfons Mucha. 
Shirley Temple a joué son rôle dans une production télévisée de 1960, où elle interprétait aussi Tip. 

## Autres versions
Dans les années 1960, un auteur, March Laumer (frère de Keith Laumer), imagine qu'Ozma est lesbienne parce qu'elle a eu l'éducation d'un garçon. Ces romans sont généralement considérés comme se déroulant dans un monde d'Oz parallèle, et non celui de Baum.
Dans les romans récents de Gregory Maguire, Wicked: The Life and Times of the Wicked Witch of the West et Son of a Witch, "Ozma" est le titre héréditaire des reines d'Oz. 